# Urwagongwe
Urwagongwe är ett vattendrag i Burundi.   Det ligger i provinsen Karuzi, i den centrala delen av landet, 80 kilometer öster om huvudstaden Bujumbura.
Omgivningarna runt Urwagongwe är en mosaik av jordbruksmark och naturlig växtlighet. Runt Urwagongwe är det tätbefolkat, med 397 invånare per kvadratkilometer.